# U-537
U-537 — немецкая подводная лодка типа IXC/40, времён Второй мировой войны. 
Заказ на постройку субмарины был отдан 10 апреля 1941 года. Лодка была заложена на верфи судостроительной компании «Дойче Верфт АГ» в Гамбурге 10 апреля 1942 года под строительным номером 355, спущена на воду 7 ноября 1942 года, 27 января 1943 года под командованием капитан-лейтенанта Петера Шрёве вошла в состав учебной 4-й флотилии. 1 августа 1943 года вошла в состав 10-й флотилии. 1 октября 1944 года вошла в состав 33-й флотилии. Лодка совершила 3 боевых похода, успехов не достигла. 9 ноября 1944 года лодка была потоплена в Яванском море, к востоку от Сурабайи, в районе с координатами 7°13′ ю. ш. 115°17′ в. д. торпедами американской субмарины USS Flounder. Все 58 членов экипажа погибли. 